# 茅場町駅
茅場町駅（かやばちょうえき）は、東京都中央区日本橋茅場町一丁目にある、東京地下鉄（東京メトロ）の駅。
日比谷線と東西線が乗り入れている。駅番号は日比谷線がH 13、東西線がT 11。

## 歴史
- 1963年（昭和38年）2月28日：帝都高速度交通営団（営団地下鉄）日比谷線人形町駅 - 東銀座駅間 (3.0 km) 開通に伴い開業[2]。
- 1967年（昭和42年）9月14日：帝都高速度交通営団（営団地下鉄）東西線大手町駅 - 東陽町駅間 (5.1 km) 開通に伴い、日比谷線と東西線の乗換駅となる。
- 1980年（昭和55年）：日比谷線ホームで駅冷房開始。
- 1981年（昭和56年）2月：乗降客が大幅に増加したことから、大規模改良工事を実施[3]。同年に東西線ホームで駅冷房開始。
- 1984年（昭和59年）3月：大規模改良工事が完成[3]。日比谷線ホーム及びコンコースの拡幅、連絡階段及びエスカレーターの増設などを実施[3]。費用は15億9,700万円を要した[3]。
- 2004年（平成16年）4月1日：帝都高速度交通営団（営団地下鉄）民営化に伴い、当駅は東京地下鉄（東京メトロ）に継承される[4]。
- 2006年（平成18年）4月1日：現業部門の管区制導入により、上野駅務区・秋葉原駅務区・茅場町駅務区を統合し、上野駅務管区が発足。上野駅務管区茅場町地域の管理駅となる。
- 2007年（平成19年）3月18日：ICカード「PASMO」の利用が可能となる[5]。
- 2015年（平成27年）6月4日：東西線ホームで発車メロディの使用を開始する[6]。
- 2020年（令和2年）2月7日：日比谷線ホームで発車メロディの使用を開始する[7]。
- 2024年（令和6年）4月26日：定期券うりばの営業を終了[8]。

## 駅構造
地下駅で、日比谷線は相対式ホーム2面2線、東西線は島式ホーム1面2線を有する。
東西線は中野側に非常用として片渡り線と信号扱所を持つ。かつては両渡り線の分岐器が設置されていた。かつて、中野方面行電車では当駅停車中に「当駅発車後、ポイント通過のため揺れますのでご注意下さい。」という注意喚起が車内放送や車内案内表示器で行われていたが、両渡り線通過による揺れと分岐器保守の軽減を目的に片渡り線化されたため、現在は流れていない。
日比谷線の建設時に、地下鉄5号線（東西線）の建設が確定していたことから、あらかじめ日比谷線と東西線の交差部には東西線の駅躯体が約39 mにわたって構築されていた。日比谷線開業当初は、築地駅などのようにホームとその両端に改札口と出入口を有するシンプルな構造の駅であった。その後、東西線の開通で乗換駅となったが、東側に亀島川が流れており、東西線ホームを日比谷線ホームの中央に寄せてT字型の乗換駅にすることは不可能だったため、やむなく永代通りと新大橋通りが交差する茅場町交差点を軸にしたL字型の駅構造となった。
当駅は「上野駅務管区茅場町地域」として近隣の駅を管理している。

### 日本橋駅との連絡通路
東西線ホームの上の改札外地下通路には、都営地下鉄浅草線の日本橋駅に通じる連絡通路が設置されている。さらにその先は東京メトロ日本橋駅にも通じており、当駅の中央改札から日本橋駅の西端まで改札外地下通路を歩くことができる。ただし、乗換駅には指定されておらず、連絡普通券では相手駅に入場できない。また、PASMO・Suicaで乗り継いだ場合は割引が適用されず、それぞれのSF乗車に対して下車時に乗車区間の運賃が減算される。
当駅西改札から都営浅草線までの地下通路は通行時間が6時00分から23時00分までとなっており、これは大晦日から元日の終夜運転時も同様である。この通路の管理は当駅であり、都営浅草線側のシャッターも、開閉扉は当駅の駅員が行う。

### 問題点
1969年の東西線全線開通、さらに1996年の東葉高速鉄道との相互直通運転開始、そして1990年代後半以降の江東区・江戸川区エリアでの大規模なマンション建設による沿線人口および利用者数の急増により、当駅についても駅構造の欠陥が浮き彫りとなった。階段やエスカレーター側の通路では人の流動が恒常的に滞るなど、その構造に問題が生じている。特に東西線ホームの階段横の通路は幅が3 m程度しかなく、降車・乗車・ホーム移動それぞれの乗客の動線が入り乱れて、ラッシュ時には恒常的に危険な状態になっている。
東京メトロでは、これらの対策として朝ラッシュ時のホームに駅員を増員し、さらにアルバイト駅員や警備員を配置することなどで乗客の安全監視と流動確保を行っているが、根本的な改善には至っていない。また、これらの混雑を嫌った乗客が日比谷線は北千住寄り車両、東西線は西船橋寄り車両に集中し、混雑の偏りを引き起こして車両内、ひいては他駅への悪影響を引き起こしている。
これらの問題を解決するため、2010年11月に発表された東京メトログループ経営計画『FORWARD TOKYO METRO PLAN 2012』において、ワイドドア車15000系の導入と併せて「茅場町駅の改良」が明記された。日比谷線ホームの人形町寄りの拡幅は2016年度に完成し、引き続き、東西線ホームの門前仲町寄り40メートル延伸および延伸部分への階段・エスカレーター増設工事を行っている。2022年度に供用開始予定である。

### のりば
| 番線 | 路線     | 行先                           |
| ---- | -------- | ------------------------------ |
| 1    | 日比谷線 | 中目黒方面                     |
| 2    | 日比谷線 | 北千住・久喜・南栗橋方面       |
| 3    | 東西線   | 西船橋・津田沼・東葉勝田台方面 |
| 4    | 東西線   | 中野・三鷹方面                 |

（出典：東京メトロ:構内図）
- 2020年6月6日から運行している座席指定列車「THライナー」では[14]、久喜始発恵比寿行きは降車のみ、霞ケ関発久喜行きは乗車のみ取り扱いとなるため、東京メトロ線内のみの利用はできない[14]。

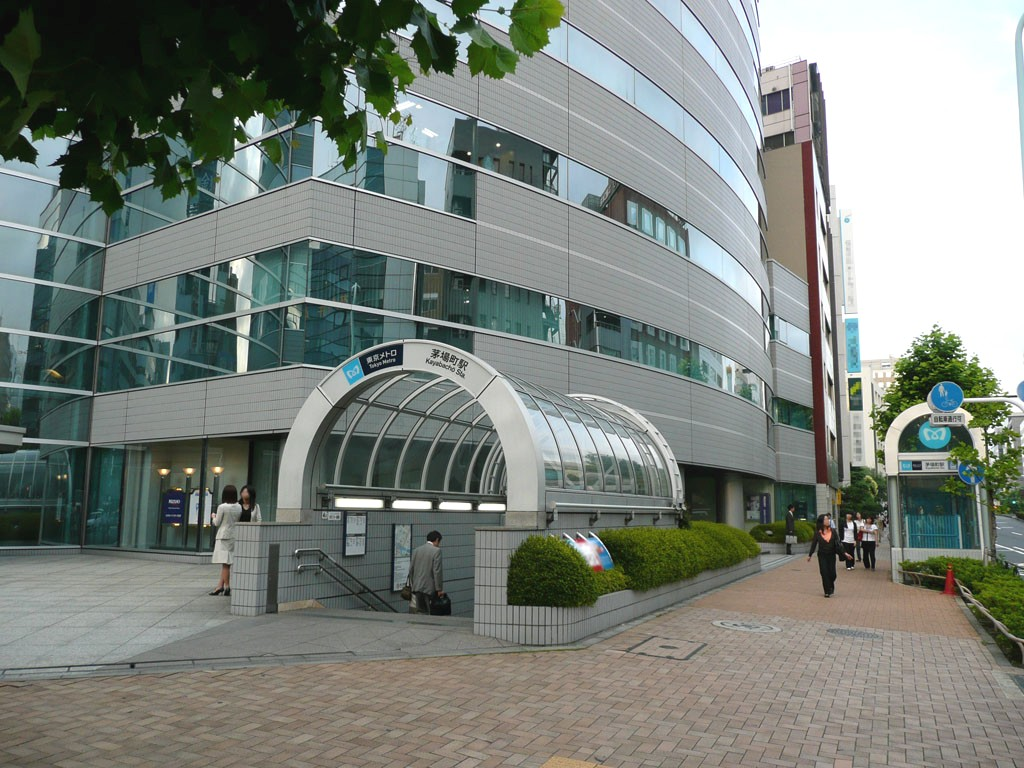
4a・4b出入口（2008年7月）
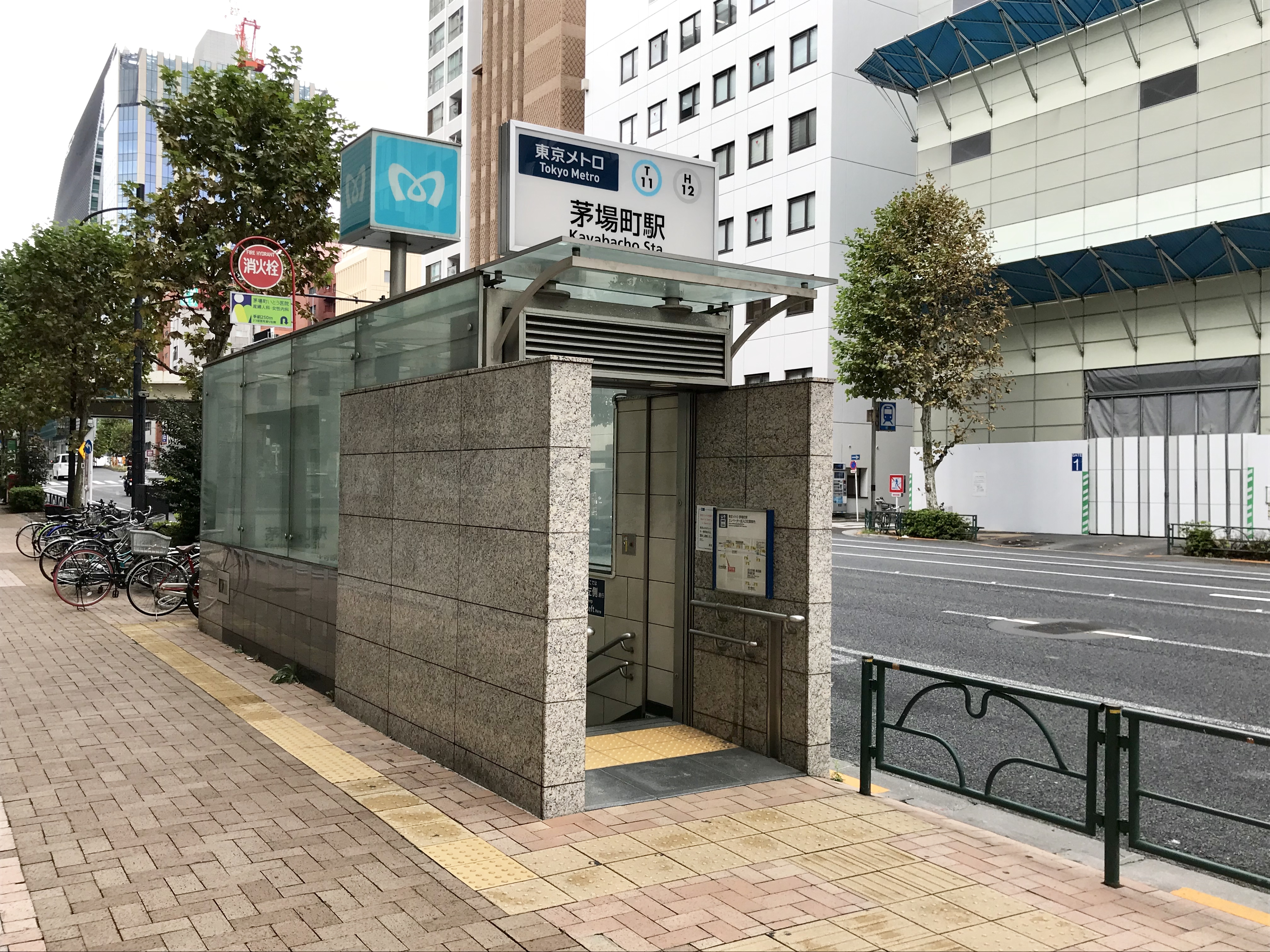
12番出入口（2018年10月）
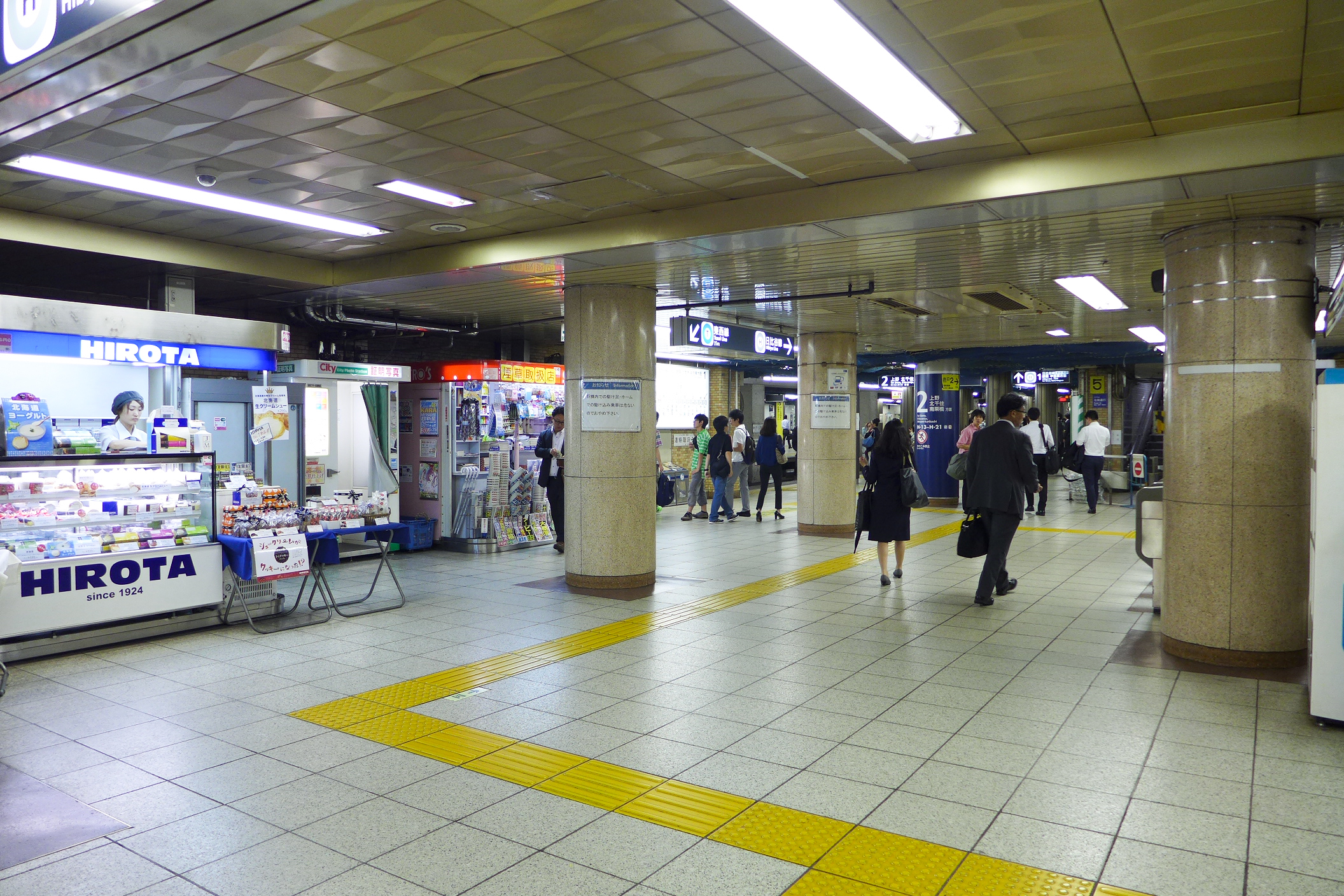
中央改札（2015年5月）
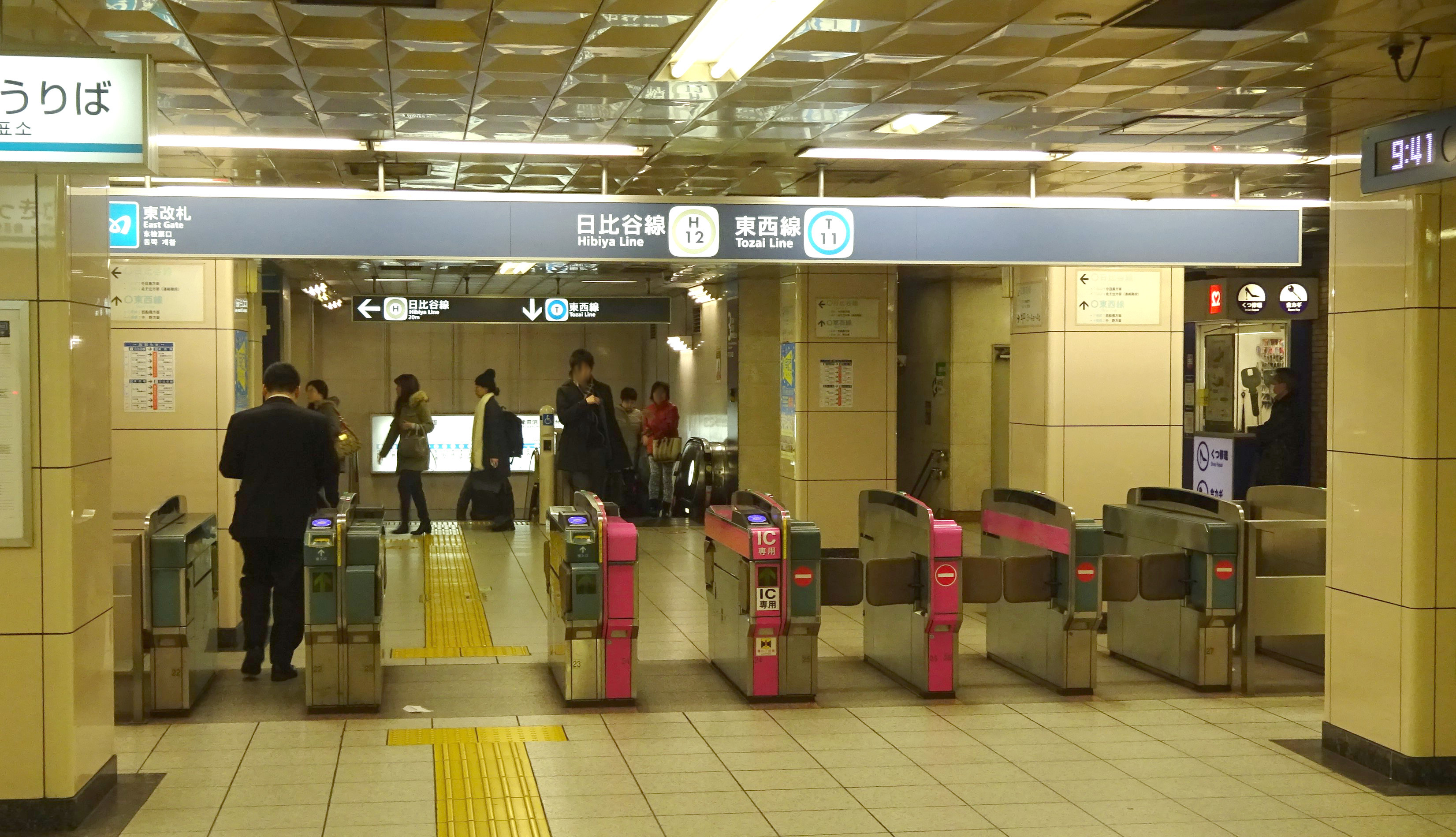
東改札（2015年12月）
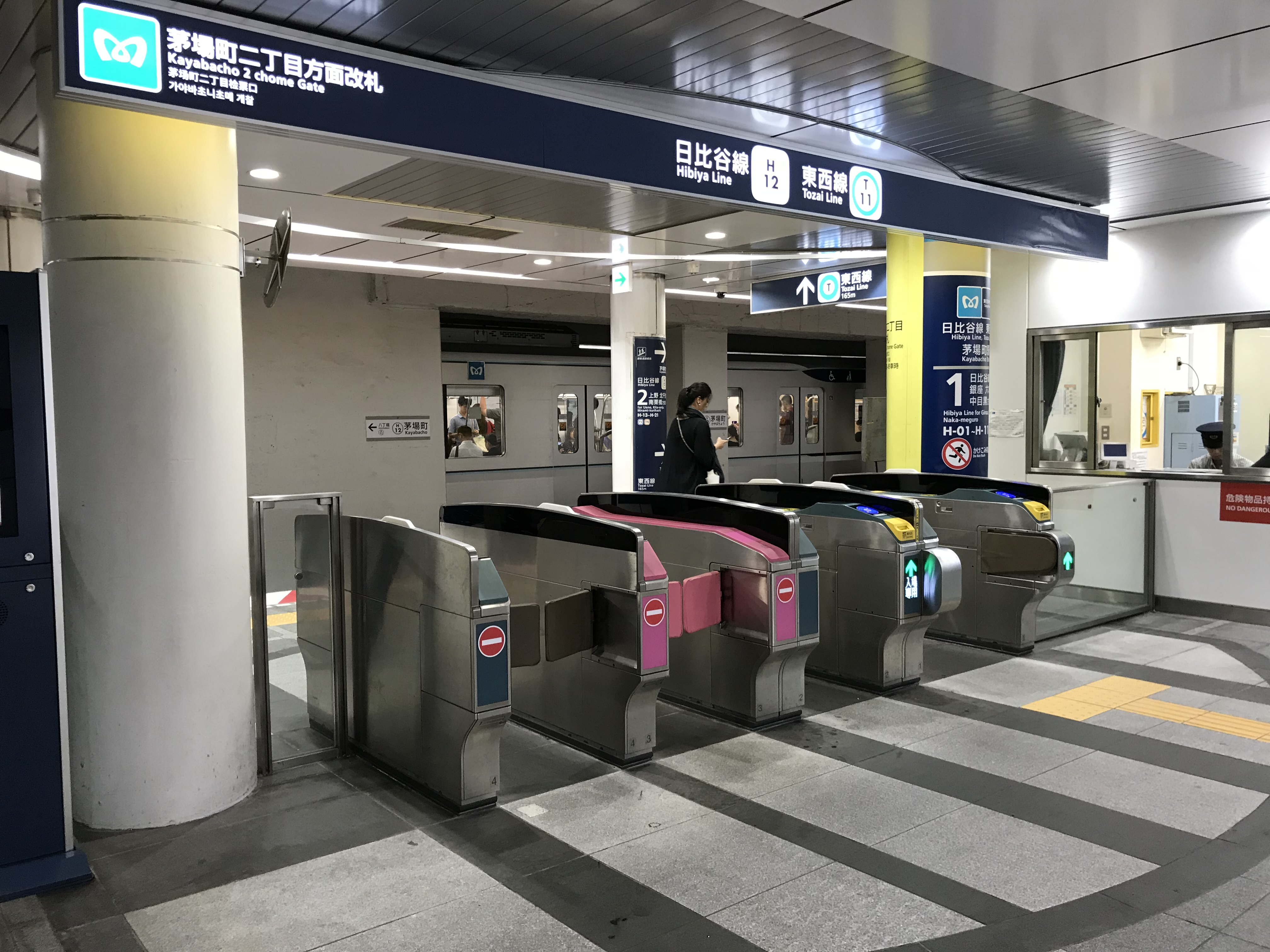
茅場町二丁目方面改札口（2018年8月11日）
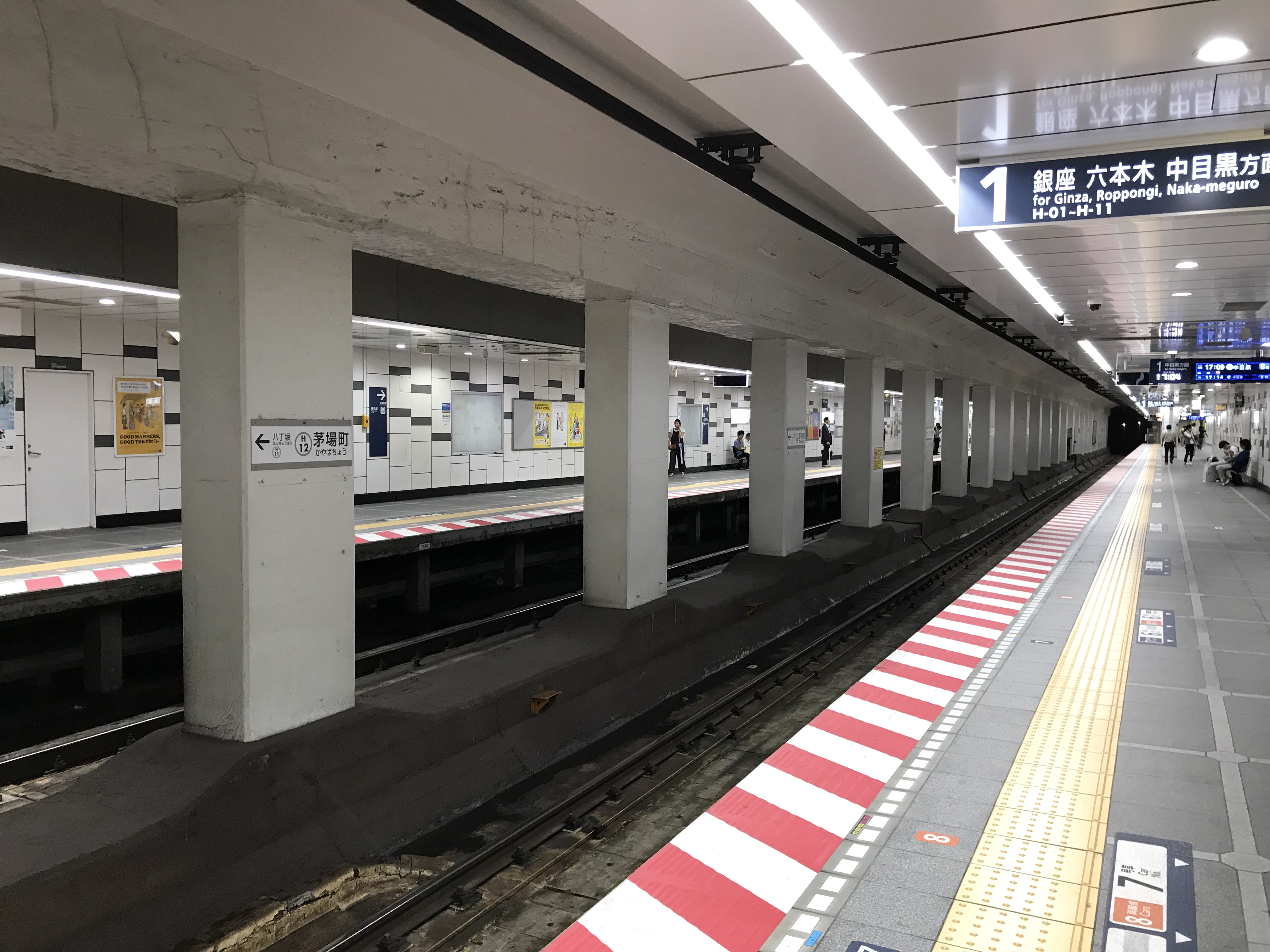
リニューアル後の日比谷線ホーム（2018年8月11日）
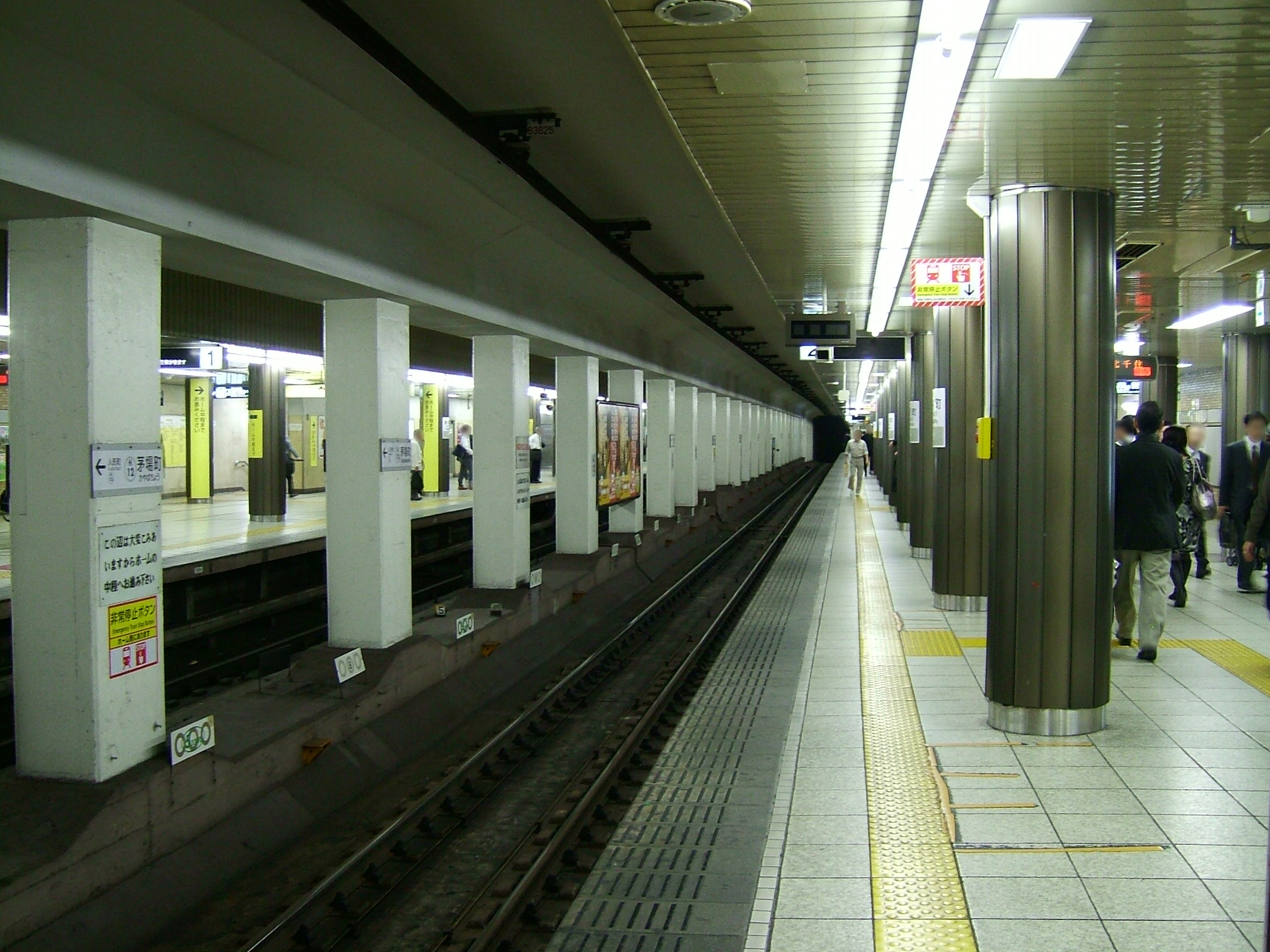
リニューアル前の日比谷線ホーム（2007年10月）
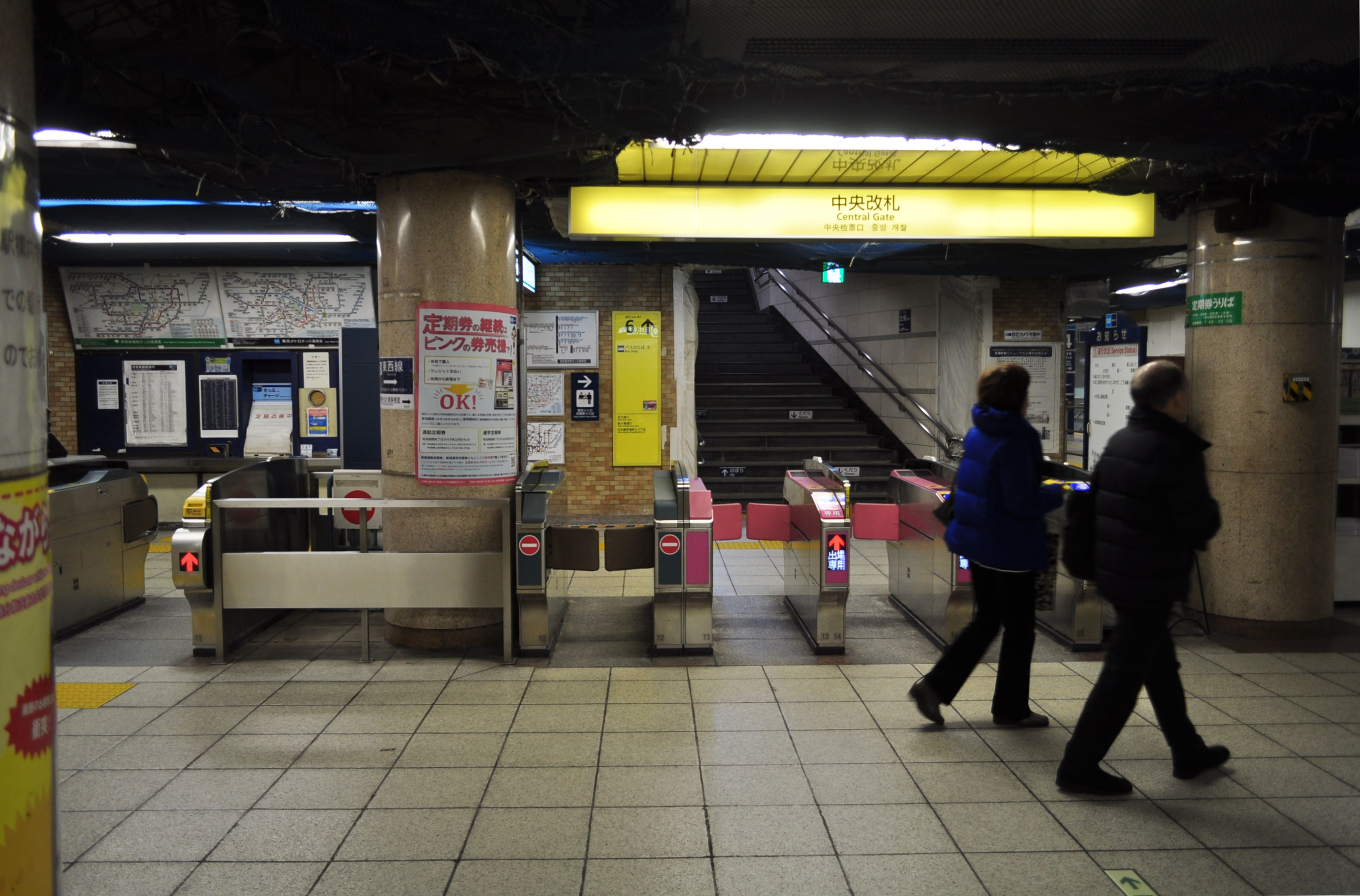
東西線 中央改札口（2018年3月10日）
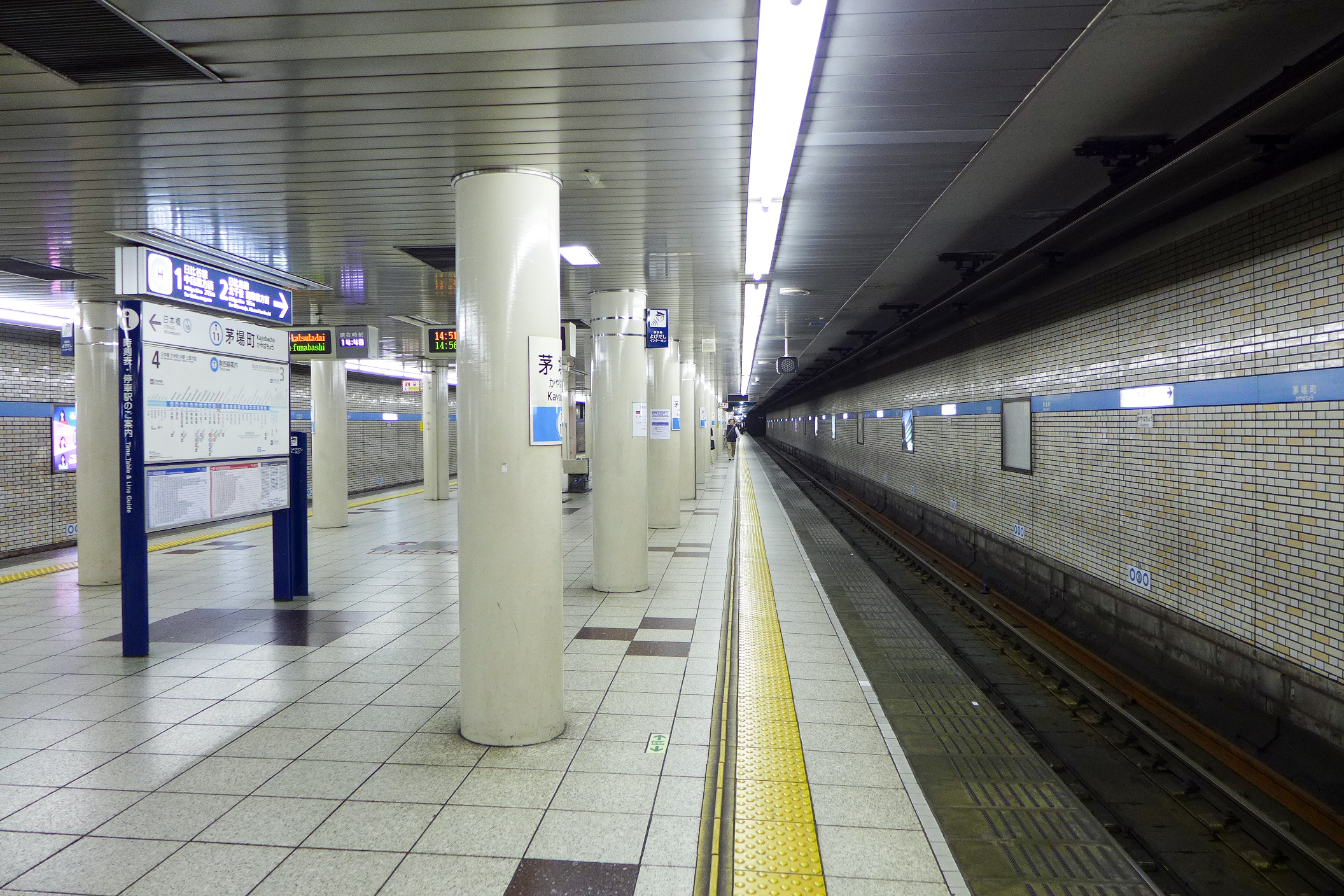
リニューアル前の東西線ホーム（2015年5月29日）
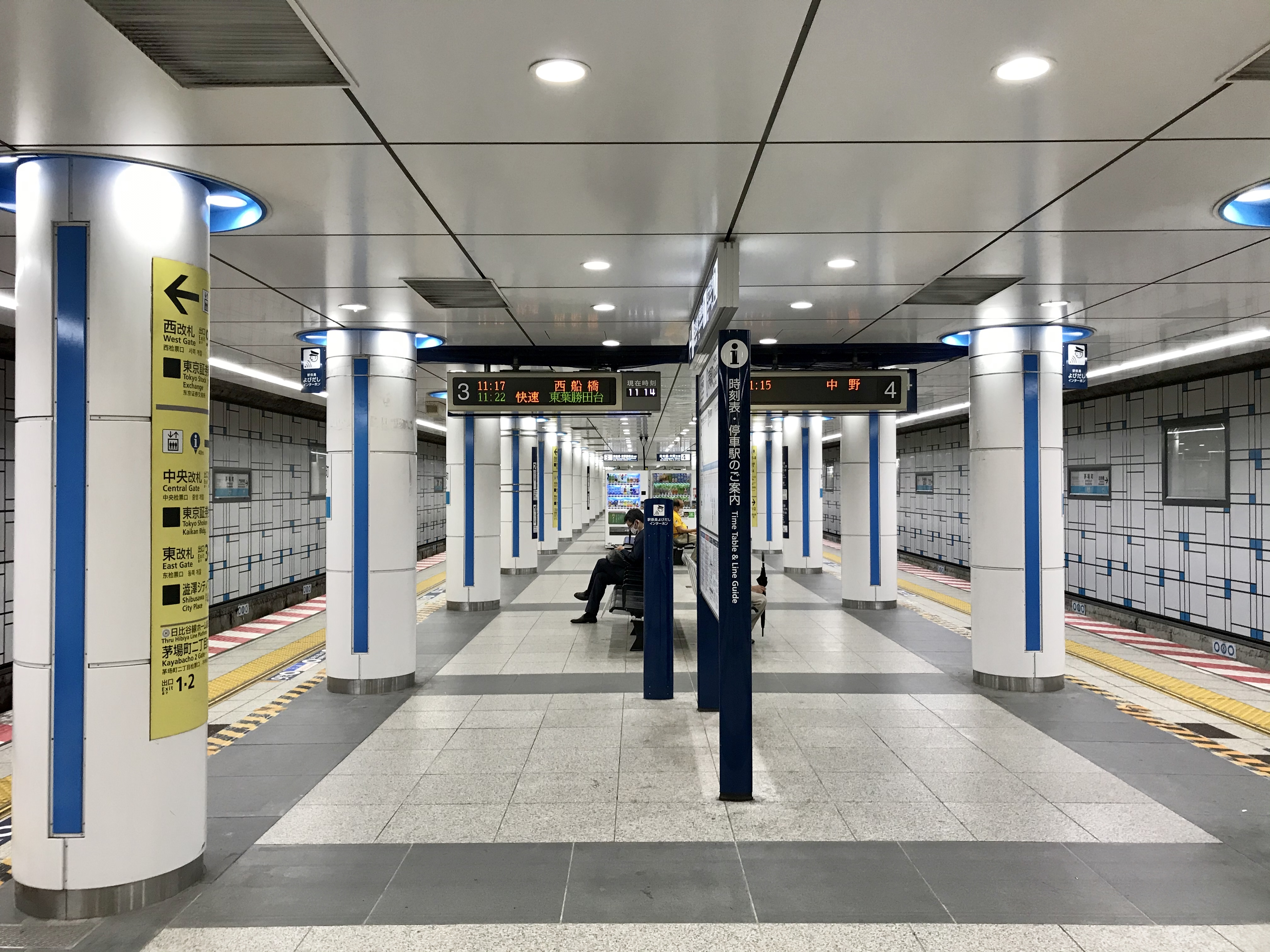
リニューアル後の東西線ホーム（2020年6月28日）

### 発車メロディ
全ホームにおいて、発車メロディ（発車サイン音）を使用している。
東西線ホームでは、2015年6月4日から向谷実作曲のメロディを使用している（詳細は東京メトロ東西線#発車メロディを参照）。
日比谷線ホームでは、2020年2月7日からスイッチ制作のメロディを使用している。
| 番線 | 路線     | 曲名                  | 作曲者   |
| ---- | -------- | --------------------- | -------- |
| 1    | 日比谷線 | スピネル              | 塩塚博   |
| 2    | 日比谷線 | キャノピー            | 福嶋尚哉 |
| 3    | 東西線   | A Day in the METRO    | 向谷実   |
| 4    | 東西線   | Beyond the Metropolis | 向谷実   |

### 駅構内設備
- エスカレーターは、東西線ホームと日比谷線1番ホームおよび東改札との間に上り1基、東西線ホームと日比谷線2番ホームおよび中央改札の間に上下各1基ずつ、東西線ホームと西改札の間に上下各1基ずつ設置されている。ただし、平日ダイヤの朝ラッシュ時は混雑緩和のためすべて上り運転となる。
- エレベーターは、東西線ホームと西改札内の間、東改札外と地上部（4b出入口付近）の間を連絡するものが1基ずつ設置されている。
- トイレは、中央改札内と西改札外に1か所ずつあり、西改札外トイレには車椅子利用者・オストメイトに対応した便器とベビーベッドが併設されている。
- 定期券うりばは、中央改札と西改札を連絡する改札外地下通路に立地する。東京都心でも主要なオフィス街であることと、日比谷線と東西線の乗換駅であることから、年度末や新年度などの繁忙期には定期券購入客で混雑する。
- METRO'Sは、中央改札内と東改札内に各1か所、東西線ホームに2か所出店している。
- コインロッカーは、東改札外・定期券うりば付近・西改札外に各1か所ずつ設置されている。
- 金融機関のATMは、中央改札外にゆうちょ銀行、東改札内に新生銀行のものが各1台設置されている。

## 利用状況
- 東京メトロ - 2024年度の1日平均乗降人員は112,343人である[メトロ 1]。
東京メトロ全130駅中東陽町駅に次いで24位。この値には日比谷線⇔東西線間の乗換人員を含まない。
- 日比谷線⇔東西線間の乗換人員を含んだ、2018年度の路線別1日平均乗降人員は以下の通りである[乗降データ 1]。
  - 日比谷線：191,277人 - 同線内では北千住駅、中目黒駅に次ぐ第3位。
  - 東西線：220,039人 - 同線内では大手町駅、西船橋駅、日本橋駅に次ぐ第4位。

### 年度別1日平均乗降人員
近年の1日平均乗降人員は下表の通りである。
| 年度               | 営団 / 東京メトロ | 営団 / 東京メトロ |
| 年度               | 1日平均 乗降人員  | 増加率            |
| ------------------ | ----------------- | ----------------- |
| 1999年（平成11年） | 123,669           |                   |
| 2000年（平成12年） | 124,733           | 0.9%              |
| 2001年（平成13年） | 124,978           | 0.2%              |
| 2002年（平成14年） | 122,703           | −1.8%             |
| 2003年（平成15年） | 120,101           | −2.1%             |
| 2004年（平成16年） | 116,653           | −2.9%             |
| 2005年（平成17年） | 117,003           | 0.3%              |
| 2006年（平成18年） | 116,311           | −0.6%             |
| 2007年（平成19年） | 125,004           | 7.4%              |
| 2008年（平成20年） | 126,658           | 1.3%              |
| 2009年（平成21年） | 121,154           | −4.3%             |
| 2010年（平成22年） | 118,430           | −2.2%             |
| 2011年（平成23年） | 117,903           | −0.4%             |
| 2012年（平成24年） | 117,262           | −0.5%             |
| 2013年（平成25年） | 118,113           | 0.7%              |
| 2014年（平成26年） | 119,890           | 1.5%              |
| 2015年（平成27年） | 124,210           | 3.6%              |
| 2016年（平成28年） | 127,550           | 2.7%              |
| 2017年（平成29年） | 129,847           | 1.8%              |
| 2018年（平成30年） | 131,870           | 1.6%              |
| 2019年（令和元年） | 129,424           | −1.9%             |
| 2020年（令和02年） | 87,899            | −32.1%            |
| 2021年（令和03年） | 83,986            | −4.5%             |
| 2022年（令和04年） | 94,538            | 12.6％            |
| 2023年（令和05年） | 105,877           | 12.0％            |
| 2024年（令和06年） | 112,343           | 6.1%              |

### 年度別1日平均乗車人員（1962年 - 2000年）
| 年度               | 日比谷線 | 東西線 | 出典              |
| ------------------ | -------- | ------ | ----------------- |
| 1962年（昭和37年） | 5,205    | 未開業 | [ 東京都統計 1 ]  |
| 1963年（昭和38年） | 8,472    | 未開業 | [ 東京都統計 2 ]  |
| 1964年（昭和39年） | 14,678   | 未開業 | [ 東京都統計 3 ]  |
| 1965年（昭和40年） | 20,291   | 未開業 | [ 東京都統計 4 ]  |
| 1966年（昭和41年） | 21,854   | 未開業 | [ 東京都統計 5 ]  |
| 1967年（昭和42年） | 20,120   | 12,348 | [ 東京都統計 6 ]  |
| 1968年（昭和43年） | 47,362   | 43,146 | [ 東京都統計 7 ]  |
| 1969年（昭和44年） | 65,673   | 64,663 | [ 東京都統計 8 ]  |
| 1970年（昭和45年） | 71,225   | 74,868 | [ 東京都統計 9 ]  |
| 1971年（昭和46年） | 75,951   | 77,634 | [ 東京都統計 10 ] |
| 1972年（昭和47年） | 75,414   | 77,940 | [ 東京都統計 11 ] |
| 1973年（昭和48年） | 72,164   | 76,178 | [ 東京都統計 12 ] |
| 1974年（昭和49年） | 49,710   |        | [ 東京都統計 13 ] |
| 1975年（昭和50年） | 51,555   |        | [ 東京都統計 14 ] |
| 1976年（昭和51年） | 22,786   | 29,181 | [ 東京都統計 15 ] |
| 1977年（昭和52年） | 23,792   | 30,027 | [ 東京都統計 16 ] |
| 1978年（昭和53年） | 22,578   | 30,153 | [ 東京都統計 17 ] |
| 1979年（昭和54年） | 22,926   | 30,434 | [ 東京都統計 18 ] |
| 1980年（昭和55年） | 22,663   | 31,027 | [ 東京都統計 19 ] |
| 1981年（昭和56年） | 23,074   | 31,816 | [ 東京都統計 20 ] |
| 1982年（昭和57年） | 23,438   | 32,285 | [ 東京都統計 21 ] |
| 1983年（昭和58年） | 23,970   | 34,087 | [ 東京都統計 22 ] |
| 1984年（昭和59年） | 25,214   | 34,962 | [ 東京都統計 23 ] |
| 1985年（昭和60年） | 25,170   | 35,608 | [ 東京都統計 24 ] |
| 1986年（昭和61年） | 26,315   | 37,474 | [ 東京都統計 25 ] |
| 1987年（昭和62年） | 27,615   | 39,210 | [ 東京都統計 26 ] |
| 1988年（昭和63年） | 28,855   | 40,964 | [ 東京都統計 27 ] |
| 1989年（平成元年） | 29,726   | 42,542 | [ 東京都統計 28 ] |
| 1990年（平成02年） | 30,329   | 43,630 | [ 東京都統計 29 ] |
| 1991年（平成03年） | 29,388   | 41,292 | [ 東京都統計 30 ] |
| 1992年（平成04年） | 29,227   | 39,318 | [ 東京都統計 31 ] |
| 1993年（平成05年） | 28,137   | 39,529 | [ 東京都統計 32 ] |
| 1994年（平成06年） | 27,688   | 39,282 | [ 東京都統計 33 ] |
| 1995年（平成07年） | 26,893   | 38,426 | [ 東京都統計 34 ] |
| 1996年（平成08年） | 27,000   | 38,893 | [ 東京都統計 35 ] |
| 1997年（平成09年） | 26,852   | 38,907 | [ 東京都統計 36 ] |
| 1998年（平成10年） | 26,277   | 36,707 | [ 東京都統計 37 ] |
| 1999年（平成11年） | 25,943   | 35,721 | [ 東京都統計 38 ] |
| 2000年（平成12年） | 25,786   | 36,304 | [ 東京都統計 39 ] |

### 年度別1日平均乗車人員（2001年以降）
近年の1日平均乗車人員は下表の通りである。
| 年度               | 日比谷線 | 東西線 | 出典              |
| ------------------ | -------- | ------ | ----------------- |
| 2001年（平成13年） | 25,397   | 36,521 | [ 東京都統計 40 ] |
| 2002年（平成14年） | 24,526   | 35,978 | [ 東京都統計 41 ] |
| 2003年（平成15年） | 23,669   | 35,522 | [ 東京都統計 42 ] |
| 2004年（平成16年） | 23,482   | 35,605 | [ 東京都統計 43 ] |
| 2005年（平成17年） | 23,797   | 35,742 | [ 東京都統計 44 ] |
| 2006年（平成18年） | 24,060   | 35,282 | [ 東京都統計 45 ] |
| 2007年（平成19年） | 25,511   | 38,115 | [ 東京都統計 46 ] |
| 2008年（平成20年） | 25,553   | 38,877 | [ 東京都統計 47 ] |
| 2009年（平成21年） | 24,397   | 38,225 | [ 東京都統計 48 ] |
| 2010年（平成22年） | 23,707   | 36,581 | [ 東京都統計 49 ] |
| 2011年（平成23年） | 23,710   | 36,314 | [ 東京都統計 50 ] |
| 2012年（平成24年） | 23,496   | 36,167 | [ 東京都統計 51 ] |
| 2013年（平成25年） | 23,589   | 36,458 | [ 東京都統計 52 ] |
| 2014年（平成26年） | 23,904   | 36,945 | [ 東京都統計 53 ] |
| 2015年（平成27年） | 24,486   | 38,552 | [ 東京都統計 54 ] |
| 2016年（平成28年） | 25,041   | 39,658 | [ 東京都統計 55 ] |
| 2017年（平成29年） | 25,701   | 40,167 | [ 東京都統計 56 ] |
| 2018年（平成30年） | 26,345   | 40,556 | [ 東京都統計 57 ] |
| 2019年（令和元年） | 25,915   | 39,738 | [ 東京都統計 58 ] |

備考
1. ↑  1963年2月28日開業。開業日から同年3月31日までの計32日間を集計したデータ。
2. ↑  1967年9月14日開業。開業日から翌年3月31日までの計200日間を集計したデータ。

## 駅周辺
兜町に近接するため、証券会社が多く立地する。また、大手企業の本社も多く立地する。しかし、1997年当時に業界大手であった山一證券が経営破綻するという、いわゆる「山一ショック」以降、銀行や証券会社の統廃合や合併・解散、本社移転などが相次ぎ、世界三大金融街の一つと呼ばれながらその華やかさは失われつつある。
一方で茅場町駅は2路線が乗り入れ、隣駅で3路線乗り入れる日本橋駅も地下通路で繋がるなど徒歩圏内であり、東京駅、羽田空港などの交通拠点や、東京ディズニーリゾート、日本武道館、浅草・浅草寺、東京スカイツリーなど観光各地へのアクセスの良さから、駅周辺にはビジネスホテルが立ち並んでおり、出張客や観光客が宿泊に利用している。
- 警視庁中央警察署
- 東京消防庁日本橋消防署
- 中央区新場橋区民館
- 小網神社
- 東京証券取引所
- 日本証券金融
- みずほ証券日本橋本店（旧：みずほインベスターズ証券本社）
- SMBC日興証券本社
- 極東証券本社
- だいこう証券ビジネス東京本部
- 東京証券会館
  - 日本投資顧問業協会
  - 東京証券信用組合本店
- 日本橋茅場町郵便局
- 日本橋小網町郵便局
- 中央新川郵便局
- スマイルホテル東京日本橋（旧：ホテルユニバース日本橋茅場町）
- 京王プレッソイン茅場町 - 構造計算書偽造問題により開業からわずか3か月で閉鎖・解体に追い込まれたが、約2年半後の2008年に再建した。
- 茅場町パールホテル - 食品卸会社・ユアサ・フナショクが展開するビジネスホテルチェーン
- アルモントイン東京日本橋
- ホテルヴィラフォンテーヌ茅場町
- 相鉄フレッサイン日本橋茅場町
- IBM箱崎ビル
  - 日本アイ・ビー・エム本社
- 中央エフエム（ギンザラジオシティ）
- 花王本社
- エスビー食品本社
- 日本ガーディアン・エンジェルス本部
- 日清オイリオグループ本社
- プレナス東京本社
- 日本保釈支援協会
- 永代通り
- 新大橋通り（東京都道・千葉県道50号東京市川線）
- 亀島川
- 日本橋川

## バス路線
最寄りバス停留所は、永代通りと平成通りにある「茅場町」、永代通りにある「兜町」、および平成通りにある「茅場町・兜町東証前」である。以下の路線バスが乗り入れ、都営バス、平和交通、西岬観光、日の丸自動車興業により運行されている。
茅場町
- 都営バス
  - 東22：東京駅丸の内北口行 / 錦糸町駅前行
  - 錦11：築地駅前行 / 亀戸駅前行・錦糸町駅前行

兜町
- 都営バス
  - 東22：東京駅丸の内北口行 / 錦糸町駅前行
- 平和交通
  - 深夜急行：山田インター ※運休中
- 西岬観光
  - 深夜急行：五井駅 ※運休中

茅場町・兜町東証前
- 日の丸自動車興業
  - メトロリンク日本橋Eライン：東京駅八重洲口方面

## その他
- 日比谷線と東西線が交差する駅の構造上、東西線の門前仲町寄りと日比谷線の人形町寄りが混雑する。日本の地下鉄の中で混雑率がトップクラスの両線の接続駅であるため、朝ラッシュ時の混雑も日本の地下鉄でトップクラスとなっている。そのため、前述の通り混雑している部分を中心とした改良工事が行われる。
- 東西線の当駅から門前仲町駅方面に約430 m向かった地点には防水ゲート（新川防水扉）が設置されている[15]。これは、隅田川の増水時にトンネル内への浸水を防ぐためのもので、全断面を閉鎖することができる[15]。
- 上野駅務管区茅場町地域は当駅と日比谷線人形町駅の2駅を管轄している。同駅開業時は人形町駅務区であったが、東西線茅場町駅の開業に伴い駅務区の機能を空間の広い当駅に移し、茅場町駅務区と改称した。
- 新垣結衣出演の東京メトロのCM「メトロでアート」篇は、冒頭シーンが深夜の当駅で撮影されている。
- 2024年5月11日・12日に東西線南砂町駅での線路切り替え工事実施に伴い、東西線はこの2日間いずれも三鷹駅・中野駅 - 東陽町駅間で折り返し運転を実施したが、このうち中野方面から来る列車は一部当駅止まりとして運転され、終着後は東陽町駅まで回送された。なおJR東日本三鷹車両センター所属のE231系800番台を含め、東西線を運行する車両は茅場町の行き先表示が予め設定されている。

## 隣の駅
東京地下鉄（東京メトロ）
 日比谷線
- □THライナー停車駅（久喜行きは乗車のみ・恵比寿行きは降車のみの取扱い）

■THライナー以外の列車
八丁堀駅 (H 12) - 茅場町駅 (H 13) - 人形町駅 (H 14)
 東西線（東陽町以西は全列車が各駅に停車）
日本橋駅 (T 10) - 茅場町駅 (T 11) - 門前仲町駅 (T 12)